# Ruisseau des Hauldres
Le ruisseau des Hauldres  est un cours d'eau français qui coule dans les départements de Seine-et-Marne et de Essonne, en région Île-de-France. C'est un affluent rive droite de la Seine.

## Géographie
De 17,14 kilomètres de longueur, le ruisseau des Hauldres nait dans la commune de Limoges-Fourches et, se jette dans un bras de la Seine à Étiolles. Il s'écoule globalement de l’est vers l'ouest.

### Autres toponymes
- ru des Hauldres.

### Communes traversées
Le ruisseau des Hauldres traverse six communes.
En Seine-et-Marne
Limoges-Fourches ~ Réau ~ Moissy-Cramayel ~ Lieusaint
Dans l'Essonne
Tigery ~ Étiolles

### Bassin versant
Son bassin versant correspond à une zone hydrographique traversée « La Seine du confluent de l'Essonne (exclu) au confluent de l'Orge (exclu) ». Il est constitué à 29,79 % de « forêts et milieux semi-naturels »,14,09 % de « territoires agricoles », 4,04 % de « territoires artificialisés », 0,58 % de « surfaces en eau » et 0,04 de « zones humides ».

## Affluents
Le ruisseau des Hauldres a 7 affluents référencés et 4 sous-affluents : 
- Le Madereau, 5,65 km ;
  - le fossé 01 du Bois de la Tour, 1,90 km ;
- le fossé 01 du Bois Labrune, 3,18 km ;
  - le fossé 01 des Quincarnelles, 1,21 km ;
  - le fossé 01 du Gland, 1,05 km ;
- le fossé 01 des Pièces de Galande, 2,41 km ;
  - le fossé 01 du Bois de Cramayel, 1,79 km ;
- le fossé 01 du Bois de Tigery, 2,14 km ;
- le fossé 01 de la Commune de Moissy-Cramayel, 1 km ;
- le cours d'eau 01 de Saint-Julien, 1 km ;
- le fossé 01 du Pont du Roi, 0,95 km.

Donc, son rang de Strahler est de trois.